# Yablochkina (inslagkrater)
Yablochkina is een inslagkrater op Venus. Yablochkina werd in 1985 genoemd naar de Sovjet-Russische actrice Alexandra Jablotsjkina (1866-1964).
De krater heeft een diameter van 63,8 kilometer en bevindt zich in het quadrangle Ganiki Planitia (V-14).